# 찰스 3세와 카밀라의 대관식

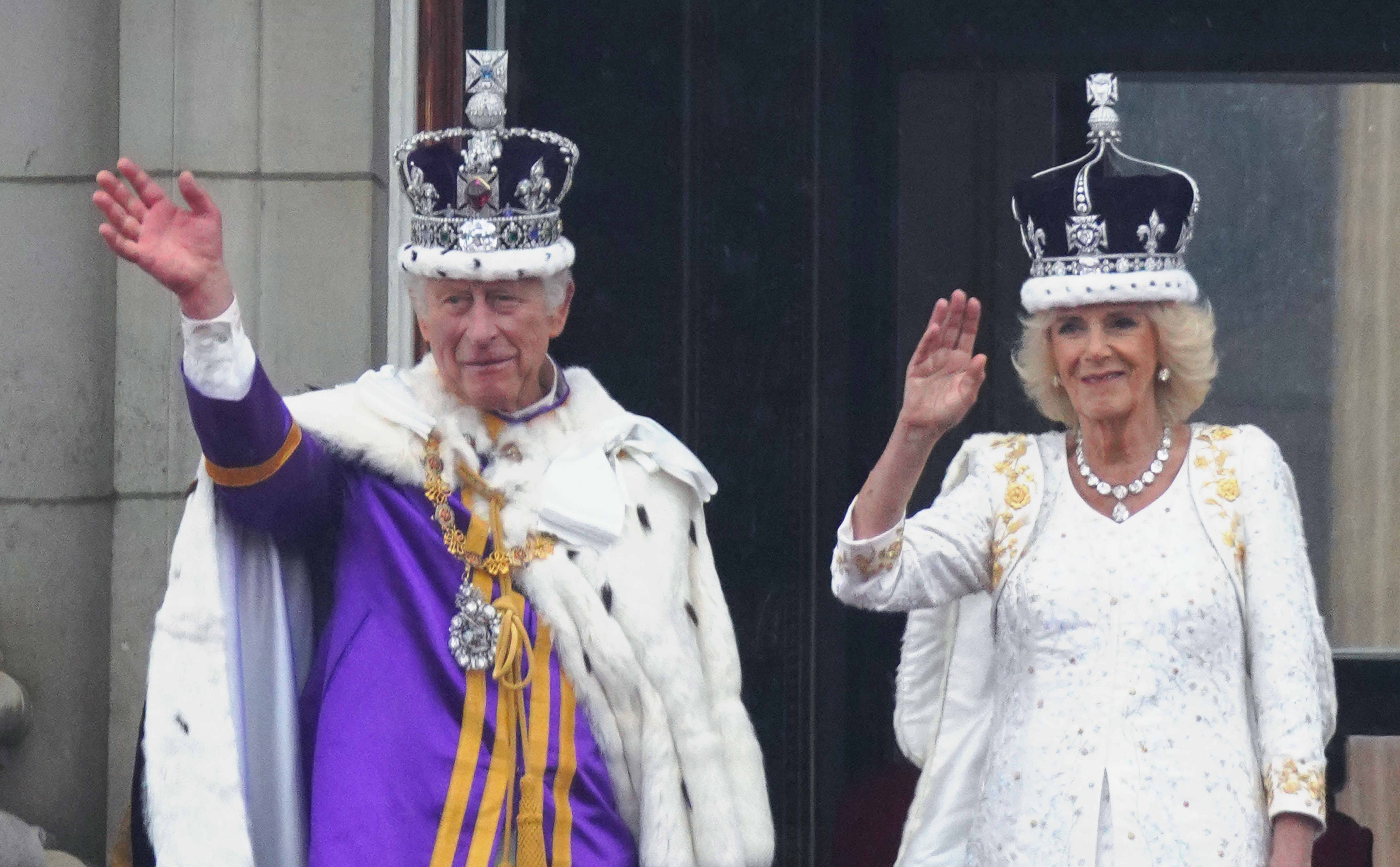
대관식이 끝난 뒤 버킹엄궁 발코니에서 대중을 향해 손을 흔드는 찰스 3세와 영국 왕비 카밀라의 모습.

찰스 3세와 카밀라의 대관식(Coronation of Charles III and Camilla)은 2023년 5월 6일 웨스트민스터 사원에서 열렸다. 본디 찰스 3세는 어머니 엘리자베스 2세 여왕이 붕어한 2022년 9월 8일에 새 국왕이 되었으나, 대관식은 약 1년 후인 2023년 5월 6일에 열렸다. 이번 대관식은 1953년에 열린 엘리자베스 2세의 대관식 이후 70년만에 열리는 대관식이며, 21세기 유럽에서 처음으로 열리는 대관식이다.
대관식 의식은 성공회의 성찬예배의 전례를 따라 구성되었다. 찰스 3세는 국왕으로서 여러가지 맹세를 한 뒤 대관식을 집전한 캔터베리 대주교 저스틴 웰비에 의해 성유를 머리에 기름부음을 받았다. 이후 이후 찰스 3세는 잉글랜드 성공회와 왕가를 대표하는 사람들로부터 충성 맹세를 받으며 영적 및 세속적 책임을 부여받았다. 왕비 카밀라는 더 짧고 간단한 대관식을 치렀다. 모든 예배가 끝난 후, 왕실 가족들은 버킹엄 궁전으로 이동하여 궁전의 앞뒤 발코니에 모습을 드러냈다. 과거 영국 대관식과 비교할 때 영국 전역의 여러 종교, 문화, 공동체를 대표하는 인물들이 등장했다는 점에서 차이가 있으며, 1953년 엘리자베스 2세의 대관식보다 짧았다.
이후 여러 국가에서 다양한 반응이 나타났다. 영국에서는 5월 7일 거리 파티, 자원봉사, 특별 기념 교회 예배, 윈저성에서의 콘서트 등이 열렸다. 대관식은 영국에서만 최고 2,040만 명이 동시에 시청했다. 2023년 4월에 실시된 설문조사는 이 행사에 대한 양면적인 영국인들의 태도를 보여준다. 많은 대중들이 행사에 참여하고 관심을 보인 것은 사실이지만, 개중에는 영국 공화주의 운동가 시위대도 있었다. 휴먼 라이츠 워치는 이 시위에서 시위자 52명과 구경꾼 1명을 체포했다며 영국의 대처를 비판했다. 앤티가 바부다, 오스트레일리아, 캐나다, 뉴질랜드, 파푸아뉴기니, 솔로몬 제도 등 영연방 국가들은 정부 차원에서의 축하 행사를 열었지만, 일부 원주민 단체와 기타 일부 국가들은 불편한 감정을 드러냈다. 각국에서 많은 사람들이 참여했으며, 대한민국은 한덕수 국무총리를 이번 대관식의 한국 대표로 보냈다. 서울의 주한 영국 대사관에서도 기념행사가 열렸다.